# 12. vestlige længdekreds
Den 12. vestlige længdekreds (eller 12 grader vestlig længde) er en længdekreds, der ligger 12 grader vest for nulmeridianen. Den løber gennem Ishavet, Grønland, Atlanterhavet, Afrika, det Sydlige Ishav og Antarktis.